# شعر العانة
 شعر العانة (بالإنجليزية: Pubic hair)‏ كما يًعرف باسم الطؤطؤة هو شعر يظهر حول منطقة الأعضاء الجنسية للذكور والإناث البالغين. ويعد من المراحل الأولى للبلوغ ويصاحبه عادة نمو شعر تحت الإبط عند الجنسين، كما يصاحب ذلك نمو شعر العانة تغييرات متصاعدة في شكل الأعضاء التناسلية الخارجية الأخرى. يتوضع الشعر على الأعضاء الجنسية والمناطق المجاورة لها وأحياناً ينمو في داخل للفخذين من الأعلى، فينمو شعر العانة على الفرج عند الإناث وعلى الصفن عند الذكور.

## التطوّر
يبدأُ شعر العانة في الظهور والنمو خلال المراحل الأولى من البلوغ وذلك بعدَ زيادة مستويات هرمون التستوستيرون في كل من الفتيات والفتيان على حدٍ سواء. يصفُ مقياس تانر التطوّر الكمّي لشعر العانة ففي فترةِ ما قبل المراهقة تبدأ زغيبات الشعر في الظهور على مستوى المنطقة التناسلية لكنّها تكونُ قصيرة جدًا وتدخلُ في إطار المرحلة 1 من مقياس تانر. في بداية سنّ البلوغ؛ يرتفعُ إنتاج الجسم للهرمونات الجنسية وكاستجابةٍ من الجلد؛ تظهر شعيرات على مستوى المنطقة التناسلية وعادةً ما تكونُ أكثر سمكًا مع معدل نمو أسرع مُقارنة بما كانت عليهِ في السابق. جديرٌ بالذكرِ هنا أنّ ظهور شعر العانة يُطلق عليه اسم بدء الشعرة في المَجال الطبّي.
بالنسبة للذكور؛ تظهرُ في بداية الأمر شعيرات قليلة ومُتفرّقة وعادة ما تكون رقيقة على كيس الصفن أو في الجزء العلوي من قاعدة القضيب. في غضون عام؛ يكثر الشعر على مستوى قاعدة القضيب ويصير أقوى ثمّ في غضون 3 إلى 4 سنوات؛ يكونُ الشعر قد ملأَ منطقة العانة بالكامل ويصيرُ في هذهِ المرحلة أكثر سمكًا وأكثر قتامة ثمّ يمتدُّ على مقربة منَ الفخذين كما يصعدُ على البطن في خط مستطيل باتجاهِ السرة. بالتزامنِ مع ذلك؛ ينمو الشعر في مناطق أخرى من الجلد على نحو مماثل تقريبًا لشعرِ العانة لكنّه أقل من حيثُ الكم والكثافة ويتركزُ بالأخصّ في الإبطين، فُتحة الشرج، الحلمتين، منتصف الصدر، الذقن واللحية إلى جانبِ مناطق متفرقة في الكتفين والظهر والأرداف. تُعتبر هذهِ العلامات جزءًا من عملية البلوغ التي تُؤدي بشكلٍ أو بآخر إلى نضوج الغدد التناسلية والتي تؤدي هي الأخرى إلى النضج الجنسي والخصوبة.
قد تكونُ هناك فروقات على مستوى شعر العانة وشعر الإبط في اللون من شخصٍ لآخر لكنّها عادةً ما تكونُ مماثلة للونِ الحاجبين. ليسَ هذا فقط؛ بل يختلفُ نمط شعر العانة حسبَ العرق والمجموعة الإثنيّة، كما يختلفُ هذا النمط بينَ الجنسين فبالنسبة للنساء؛ يتركّزُ شعر العانة على مستوى الفرج وجبل العانة نفسه بينما يتصاعدُ عند الرجال في اتجاه السرّة كما وردَ من قبل.

## الأهمية السريرية
يُمكن أن يتطفّلَ على شعر العانة ما يُعرف بقمل العانة وهو طفيلي صغيرُ الحجم لا يتعدى طولهُ 1.1–1.8 مليمتر (0.043–0.071 بوصة) وقد يستوطنَ منطقة العانة لسببٍ منَ الأسباب. في العادة؛ يكونُ قمل العانة – وكما يدلّ على ذلك اسمهُ – في شعر العانة إلّا أنهُ قد يتواجدُ في أماكن أخرى منَ الجسم يوجدُ بها شعر خشن على غِرار الحواجب، الرموش، اللحية، الشارب، الصدر والإبطين وما إلى ذلك. عادةً ما يتفشى قمل العانة (تقمل العانة) عن طريق الاتصال الجنسي. إنّ الإصابة بقمل العانة أمر شائع إلى حدٍ ما وهو لا يقتصرُ على دولة أو منطقة بعينها بل يُصيب الناس في جميع أنحاء العالم ومن جميع الأجناس والأعراق. كما وردَ قبل؛ فإنّ قمل العانة عادةً ما ينتشرُ عن طريق الاتصال الجنسي وهي الطريقة الأكثر شيوعًا في صفوفِ البالغين فضلًا عن تفشي هذا الطفيلي في حالات أخرى مثلَ ارتداء ملابس أو مناشف كان قد ارتداها شخصٌ مصاب بهذا الالتهاب. نادرًا ما ينقلُ قمل العانة الأمراض لكنّ البكتيريا المُمرضة قد تفعل وخاصّة لو حدثَ جرحٌ على مستوى الجلد.
هناك بعض الأعراض الشائعة لقمل العانة وعادةً ما تتمثلُ في الحكة الشديدة والاحمرار والالتهابات كما يمكن تشخيص هذا الالتهاب من خلال تحديد وجود القمل من عدمهِ على شعر العانة. في كانون الأول/ديسمبر 2016؛ ذكرت الإذاعة الوطنية العامة أن كثرة إزالة شعر العانة قد يزيدُ خطر الإصابة بإحدى هذه الالتهابات. شهدَ المجتمع الطبي مؤخرًا زيادة في التهاب الجريبات ويرجعُ السبب في ذلك لانتشار حلاقة منطقة العانة بأدوات أخرى غير شفرات الحلاقة على غرار الشمع أو أشياء أخرى من هذا القبيل. بعض من هذه الالتهابات قد تتطور وتصيرُ أكثر خطورة في حالات تستدعي تدخلًا طبيًا عاجلًا، خاصّة في حالات استخدام شمع ذو جودة ضعيفة أو غير نظيف.

## المجتمع والثقافة

### الحلاقة
في مجتمعات الشرق الأوسط وشمال أفريقيا أو في المُجتمعات المسلمة بشكلٍ عام؛ تُعدّ حلاقة شعر الجسم نظافة يحرصُ عليها الكثيرين والكثيرات، كما أنّ نتف شعر الإبط يُعتبر سُنّة.
في عقدِ الثمانينيات؛ كانت تقومُ راقصات التعري وممثلات الإباحة بتقليم شعر العانة خوفًا من فيروس نقص المناعة البشرية/الإيدز وغيره من الأمراض والعدوى التي قد تُنقل جنسيًا.
بسببِ شيوعيّة المواد الإباحية في تلكَ الفترة؛ عمدت الكثيرُ من النساء إلى تقليدهنّ أو تأثرن بهنّ على أقل تقدير فصارَ حلاقة شعر العانة بطرق مختلفة وحديثة موضة فيما فضلت أخريات الحفاظ على النمط العادي والتقليدي.

## الدين وشعر العانة

### الإسلام
ويسمى الاستحداد ويقوم بفعل ذلك العديد من الناس من أجل النظافة الشخصية. وقد حثت بعض الأديان على الاستحداد، مثل الإسلام، حيث أنه من سنن الإسلام لأن هذا الشعر معرض للإصابة بأمراض جلدية كثيرة مثل لقمل والجرب والتنيا ولذلك فمن الأفضل حلقه أو تخفيفه.
فقد قال نبي الإسلام محمد بن عبد الله: (خمس من الفطرة...) وذكر منها الاستحداد.